# Ernst Reicher (Karambolagespieler)
Ernst Reicher (* 20. September 1908; † 15. Jänner 1985) war ein österreichischer Karambolagespieler sowie Welt- und Europameister.

## Karriere
Reicher wurde in die Familie eines Cafétiers geboren. Sie betrieben nacheinander das Café Schottenring, das Café Gabriel, von 1932 bis 1938 das Cafe Freyung und zuletzt das Cafe Edison in Wien. In den typischen Kaffeehäusern waren häufig Billardtische aufgestellt, so dass er schon früh mit dem Karambolage in Berührung kam. Sein Vater fertigte ihm, kaum vierjährig, seinen ersten Queue und während Gleichaltrige mit der Eisenbahn spielten, beschäftigte er sich mit den drei Bällen. Nach dem Zusammenbruch der Monarchie und der Überwindung der ärgsten wirtschaftlichen Probleme war Mitte der 1920er Jahre wieder ans Billard zu denken. Kaum 18-jährig erstaunte er die gestandenen Altspieler, belegte bei einem Vorgabeturnier den zweiten Platz und erregte so die Aufmerksamkeit der damaligen Billardwelt. Unter ihnen befand sich Oskar Fraenkel, ein bekannter Pädagoge und Billardkenner. Er nahm Reicher in seinen Schülerkreis auf und brachte ihm jene Techniken bei, die 40 lang die Billardfreunde begeistern sollte. Bis 1929 war sein Spiel so weit vorangeschritten, dass Fraenkel ihn für die ersten Internationalen Turniere vorbereitete. Nach der Gründung des Österreichischen Billardverbandes (damals Österreichischer Amateur Billard Verband – ÖABV), an der er maßgeblich beteiligt war, und dem damit verbundenen Beitritt zum Weltverband, war den Österreichern die Teilnahme an internationalen Turnieren möglich. Reicher debütierte 1932 bei der Freie-Partie-Weltmeisterschaft im portugiesischen Espinho, wo er den sechsten Platz belegte. Zwei Jahre später war das väterliche Café Freyung Austragungsort dieser WM. Es lief etwas unglücklich für ihn. Hatte er bis dahin alle Partien gewonnen, zwei Weltrekorde egalisiert und alle Turnierrekorde aufgestellt, musste er, wie damals üblich, durch den Matchgleichstand mit Jean Albert in eine Stichpartie und wurde nur Zweiter. 1934 dann der große Erfolg im Einband mit einer Goldmedaille bei der Erstauflage der WM im französischen Vichy. Bis zum Kriegsausbruch folgten Silber- und Bronzemedaillen. 1937 war Reicher mit einer Silbermedaille bei der Cadre-71/2-Weltmeisterschaft erfolgreich. Nach dem Anschluss Österreichs an Nazideutschland war es ihm erlaubt für Deutschland zu spielen. 1940 siedelte er nach Leipzig über und nahm an mehreren Deutschen Meisterschaften teil. Bei der Pentathlon-Meisterschaft im selben Jahr war er, bis auf Dreiband (Zweiter), Sieger in allen Disziplinen und gewann die Goldmedaille, vor Otto Unshelm.  Im Cadre 45/2 holte er sich 1941 (vor Walter Joachim) und 1942 Gold, 1943 Silber, hinter Walter Lütgehetmann. Nach dem Krieg, zurück in Wien, erhielt er 1950 die Goldmedaille bei der Einband-Europameisterschaft, ein Jahr später Bronze.
Wie schon bei der Initiierung des ÖABV war Reicher nicht nur Spieler, sondern ich Funktionär. Jahrzehntelang war er Mitglied der BSK Union Wien, griff die CEB 1961 auf seine Erfahrung zurück und wählte ihn zum technischen Kommissar und von 1978 bis 1978 war er Sportdirektor der UMB und in deren Folge Ehrensportdirektor. Er war Ehrenmitglied der ÖABV und die letzten 25 Jahre seines Lebens Mitglied der Landstrasser Billardfreunde.
Er hatte erfolgreich studiert und mit dem Titel eines Diplom-Ingenieurs abgeschlossen.

## Sonstiges
Reicher engagierte sich schon Mitte der 1930er-Jahre für die Gleichberechtigung der Frauen beim Billard. So initiierte er 1934 im elterlichen Café Freyung die Gründung des ersten Wiener Damenbillardklubs, 20 Frauen, die sich in die Männerdomäne der damaligen Billardszene vorwagten.

## Erfolge
- Einband-Weltmeisterschaft:  1934/1  1935  1934/2, 1937
- Einband-Europameisterschaft:  1950  1951
- Österreichische Meisterschaften (versah. Disziplinen):  51 ×
- Deutscher Meister:  1940 (Pentathlon), 1941, 1942 (Cadre 45/2)  1943 (Cadre 45/2)

Quellen: